# فوجیوارا نو مورومیچی
فوجیوارا نو مورومیچی (به ژاپنی: 藤原 師通 Fujiwara no Moromichi); ۱۶ اکتبر ۱۰۶۲ – ۱۸ ژوئیهٔ ۱۰۹۹) پسر فوجیوارا نو موروزانه یک کوگیو، کانپاکو، وزیر راست و رهبر خاندان فوجیوارا در اواخر دوره هی‌آن اهل ژاپن بود.